# Prosopalpus debilis
Prosopalpus debilis är en fjärilsart som beskrevs av Carl Plötz 1879. Prosopalpus debilis ingår i släktet Prosopalpus och familjen tjockhuvuden. Inga underarter finns listade i Catalogue of Life.